# Mount Sirius
Mount Sirius ein 2300 m hoher Berg in der antarktischen Ross Dependency. Er ragt etwa 5,5 km nördlich des Bauhs-Nunataks aus einem keilförmigen und eisfreien Felssporn zwischen dem Walcott-Firnfeld und dem Bowden-Firnfeld auf. 
Teilnehmer einer von 1961 bis 1962 durchgeführten Kampagne im Rahmen der New Zealand Geological Survey Antarctic Expedition benannten ihn nach dem Stern Sirius, der ihnen als Fixpunkt für die Landvermessungsarbeiten in dem Gebiet diente.